# 下曲镇
下曲镇，是中华人民共和国山西省吕梁市文水县下辖的一个乡镇级行政单位。

## 行政区划
下曲镇下辖以下地区：
下曲村、下曲庄村、寄谷庄村、永乐村、石永村、苏家庄村、忠义村、田家堡村、武家庄村、梁家堡村、朱家堡村、南贤村、青高村、南齐村、北齐村、杜村、杜村庄村、北辛店村、南辛店村、石家堡村和徐家镇村。